# 慈光院
慈光院（じこういん）は、奈良県大和郡山市小泉町にある臨済宗大徳寺派の寺院である。山号は円通山。本尊は釈迦如来。石州流茶道の祖・小泉藩主片桐石見守貞昌（石州）が創建した。

## 歴史
寛文3年（1663年）に石州流茶道の祖・片桐石見守貞昌（石州）が父・貞隆の菩提寺として大徳寺185世・玉舟和尚（大徹明應禅師）を開山に迎え建立。慈光院の名は父・貞隆の法名「慈光院殿雪庭宗立居士」から採られた。

## 建造物
- 書院（重要文化財）
農家風の外観をもつ慈光院の中心的な建物。入母屋造茅葺屋根に桟瓦の庇をめぐらし、十三畳の上の間と、中の間、下の間からなる。上の間には床・付書院を備えているものの、長押は省かれ、簡素で軽やかな意匠である。また全体に天井や鴨居の高さを低くしており、座ったときに安らぎや落ち着きが出るよう熟慮されている。奈良盆地の眺望（借景）が素晴らしいことでも名高い。北側には三畳逆勝手[注釈 1]の閑茶室がある。
- 茶室（高林庵）（重要文化財）
片桐石州好みの二畳台目[注釈 2]の席。床（とこ）前を点前座とした亭主床の構えをとる。
- 茨木門
徳川家康の発した一国一城令により取り壊された片桐石州の出生地でもある摂津茨木城の楼門をもらい受けたもので、屋根を書院と合わせて茅葺きに葺き替えて慈光院の山門とされた。
- 庭園（名勝・史跡）
白砂の中にツツジなどの大刈込があり、その向こうには奈良盆地の眺望が広がる。

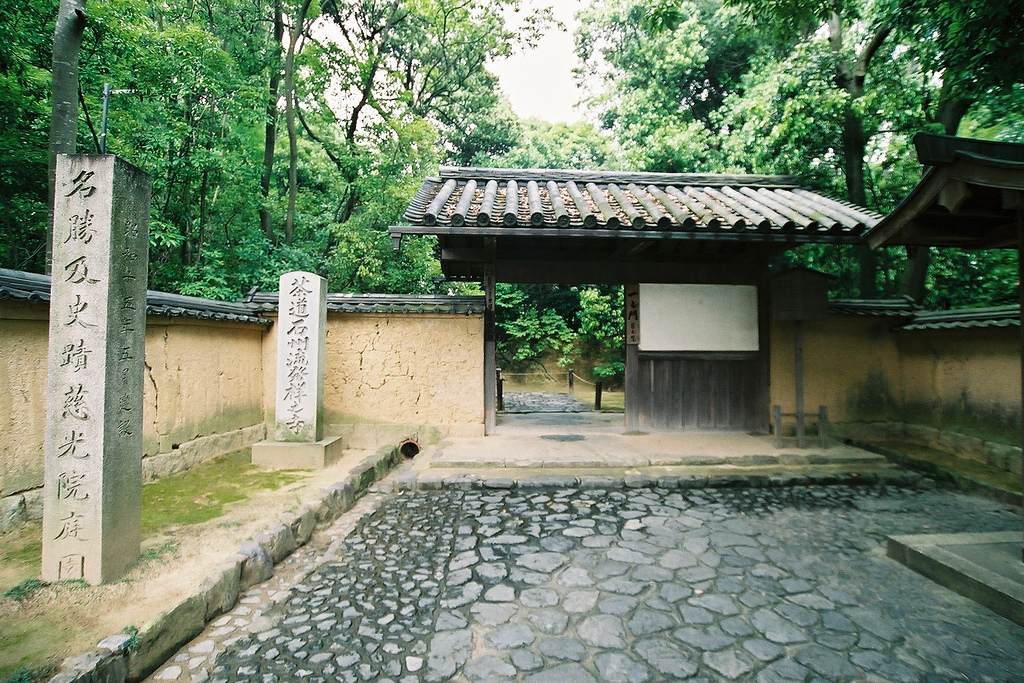
境内入口
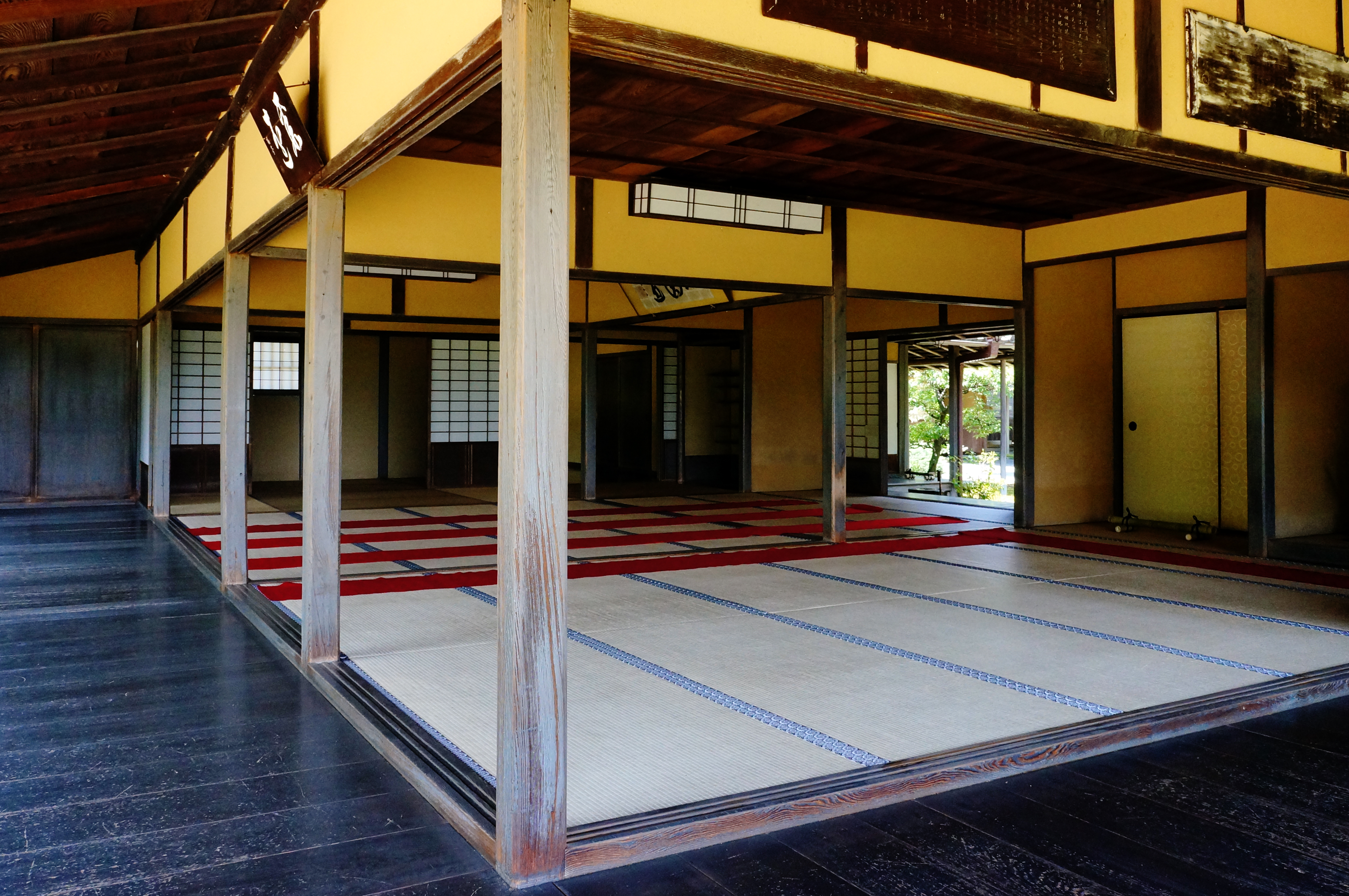
書院内部
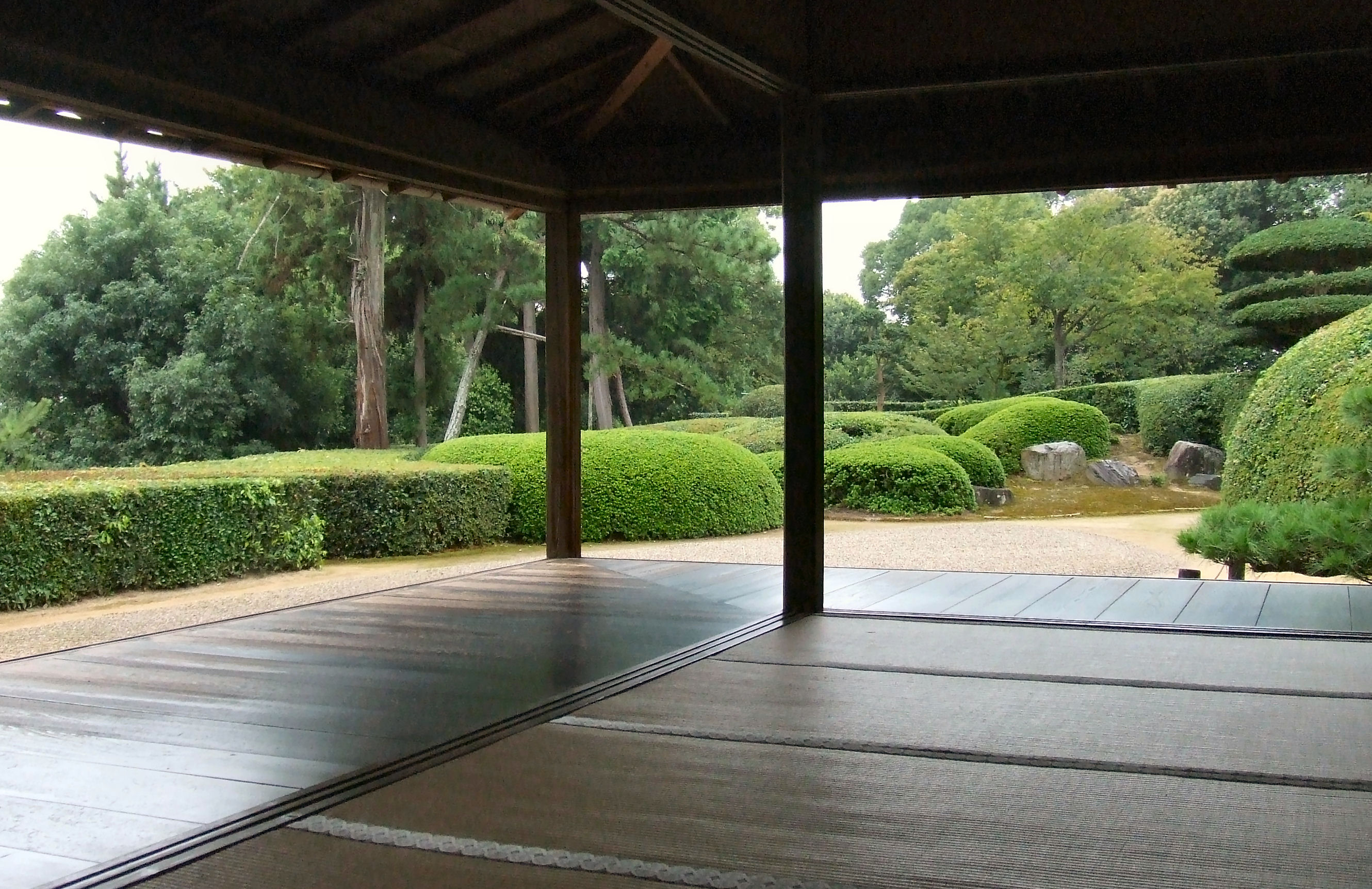
書院から望む庭園
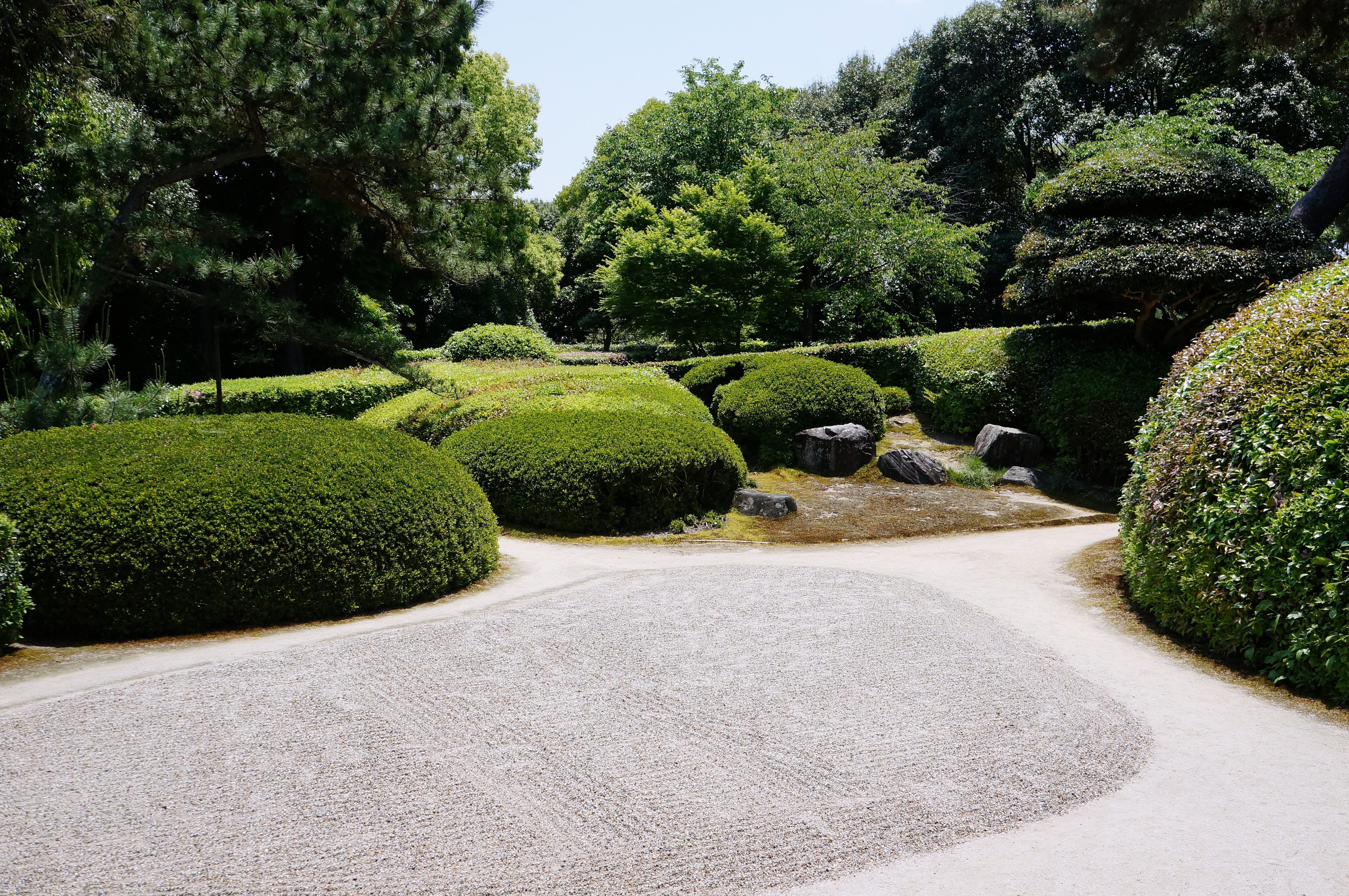
庭園
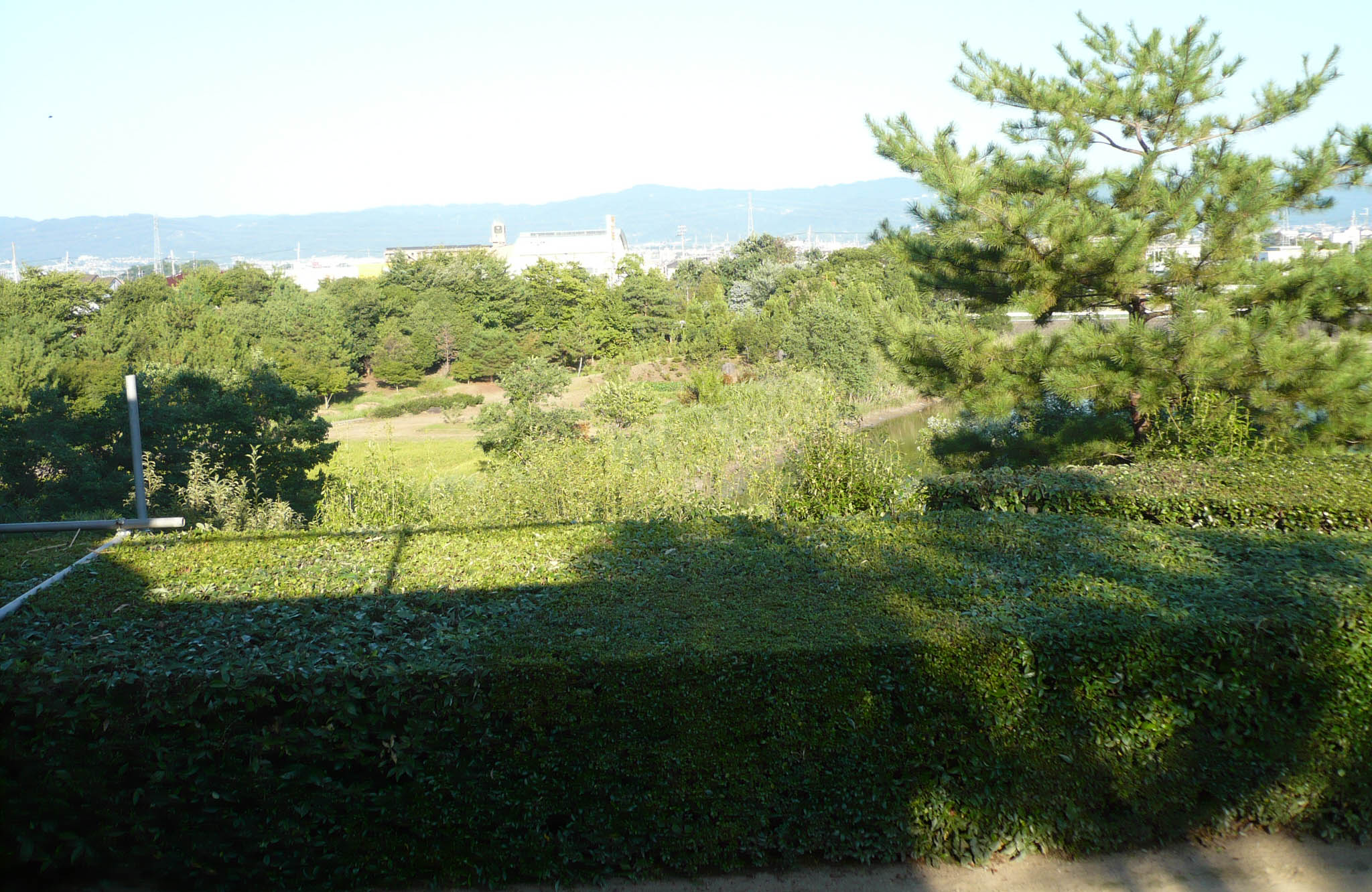
借景
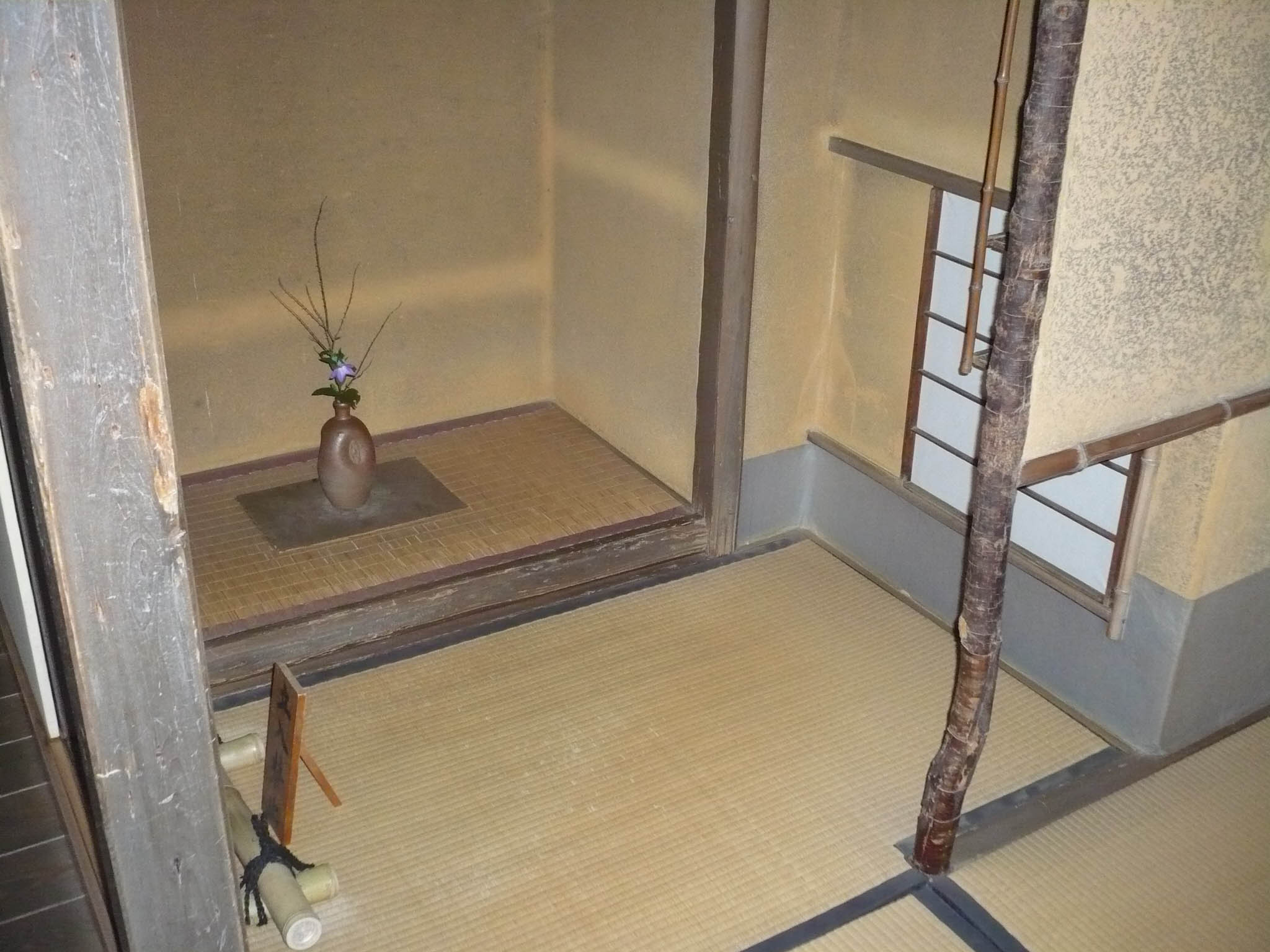
茶室（二畳台目）
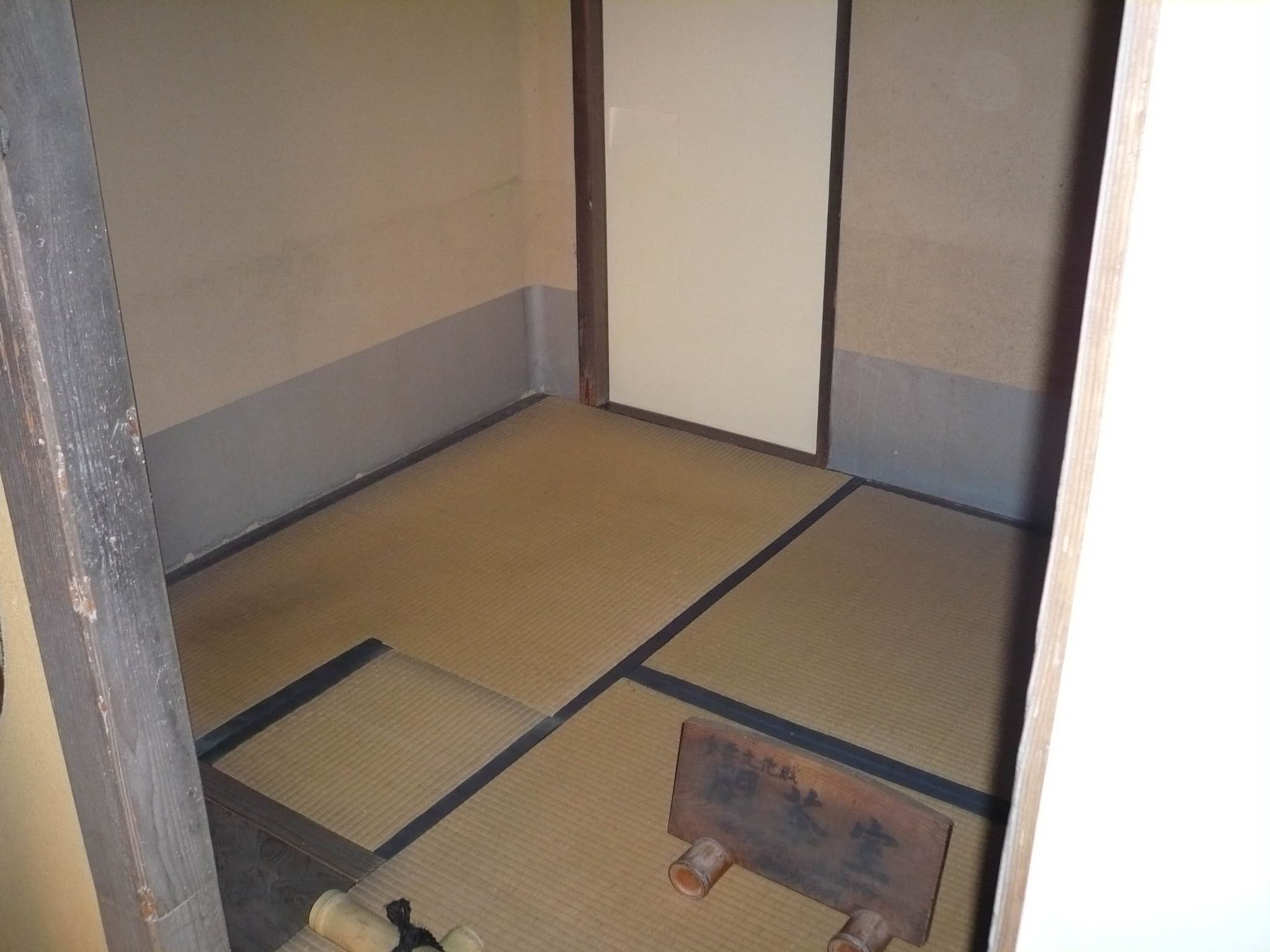
茶室（三畳）
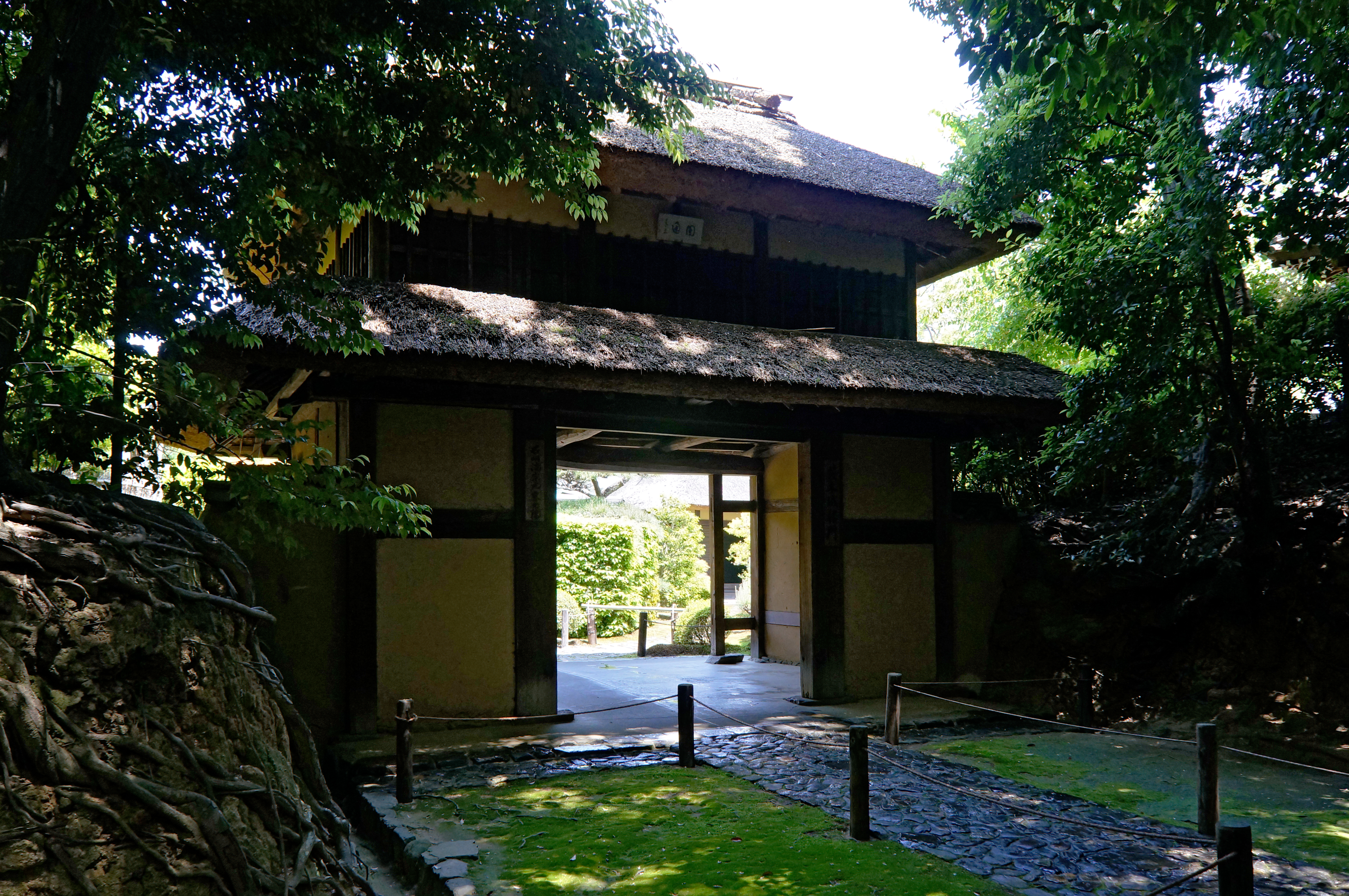
茨木門
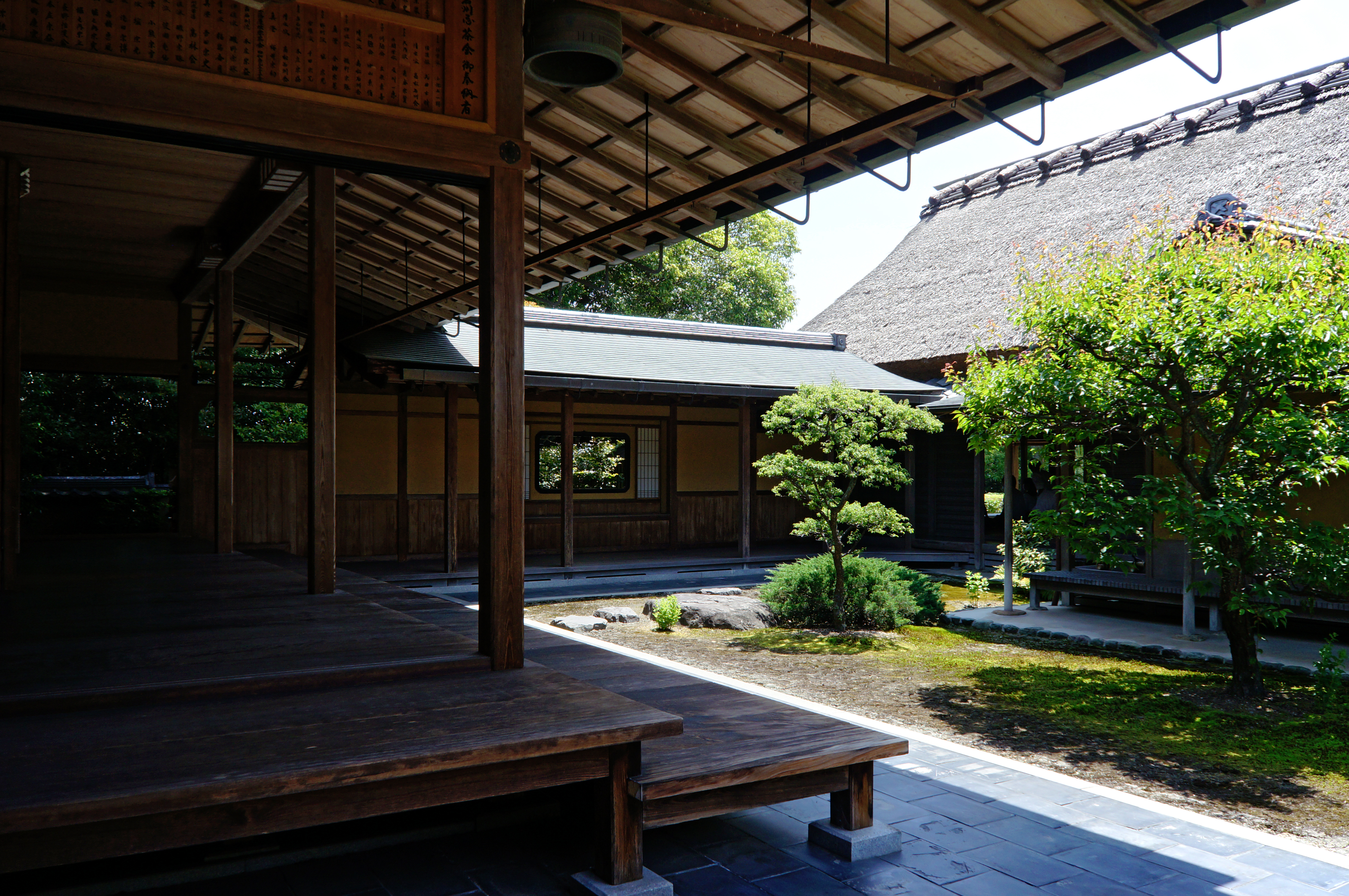
中庭
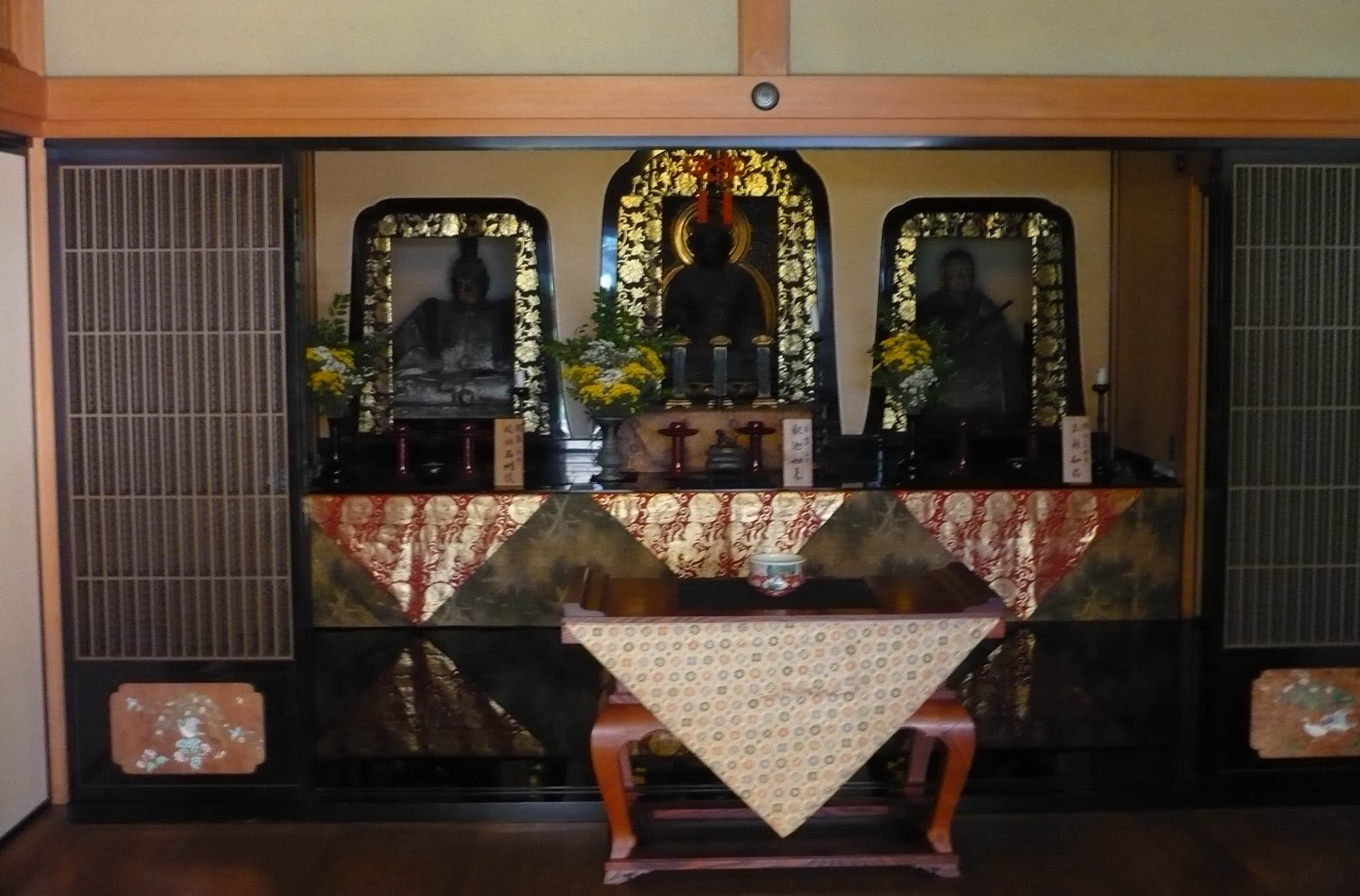
本堂内部、向かって左より片桐石州像、釈迦如来像（本尊）、玉舟和尚像

## 文化財

### 重要文化財

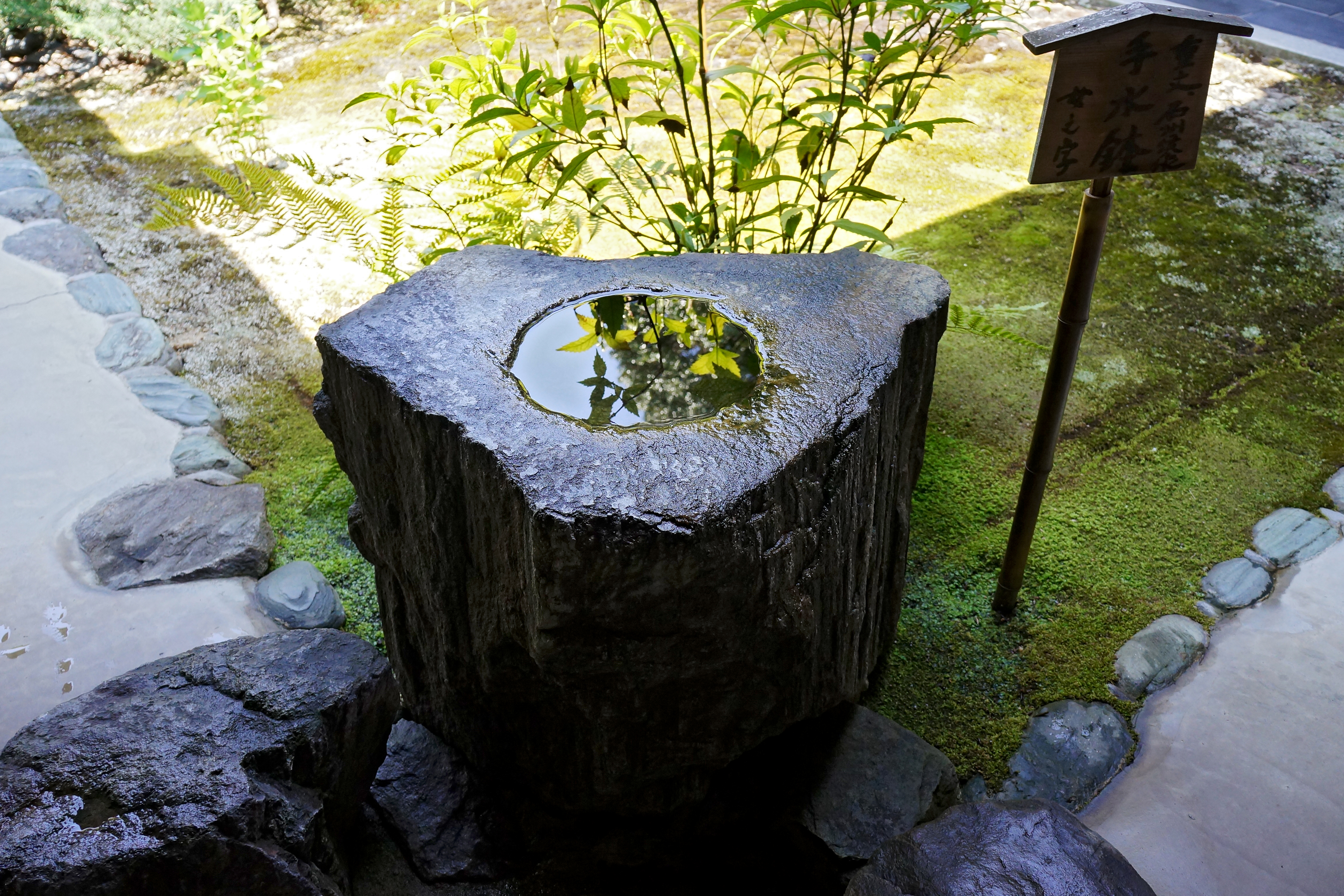
女の字手水鉢

- 書院　附：手水鉢3箇（独坐の手水鉢、角ばらずの手水鉢、女（め）の字の手水鉢）
- 茶室　附：蹲踞（つくばい）1箇

### 名勝・史跡
- 庭園

### その他
- 片桐石州像
石州が自分のために大徳寺の中に建てた「高林庵」にまつった34歳の時の自作の像で、廃仏毀釈で高林庵が廃寺になったため、慈光院に移された。

## 拝観
- 拝観時間：午前9時-午後5時（年中無休）
- 拝観料：1,000円（抹茶・茶菓子接待料を含む）

## 交通アクセス
- 電車でのアクセス 
  - JR大和路線大和小泉駅下車徒歩15分
  - 近鉄橿原線近鉄郡山駅→奈良交通バス（24・50・71・72・97系統）「慈光院」もしくは「片桐西小学校」下車
- 車でのアクセス
  - 西名阪自動車道法隆寺IC→奈良県道5号→国道25号 →奈良県道9号
  - 参拝用無料駐車場有